# Distretto di Bulgan (Arhangaj)
Il distretto di Bulgan è uno dei diciannove distretti (sum) in cui è suddivisa la provincia dell'Arhangaj, in Mongolia. Conta una popolazione di 2.434 abitanti (censimento 2009). 